# Хосе Єрро
Хосе Єрро дель Реаль (ісп. José Hierro del Real ; 3 квітня 1922, Мадрид — 21 грудня 2002, там само) — іспанський поет «покоління п'ятдесятих років».

## Біографія
Син телеграфіст. Виріс у Сантандері, куди 1924 року переїхала вся родина. Навчався на механіка у Промисловій школі, навчання перервала Громадянська війна.
Вперше опублікував кілька віршів у 1937 році. У тому ж році його батько опинився у в'язниці, де 1939 року помер. Сам Хосе був кілька разів заарештований у 1939 році, зрештою засуджений до 12 років «за організацію допомоги політичним в'язням», пробув у в'язниці до 1944 року.
Опинившись на волі, оселився у Валенсії, де жив до 1946 року, змінив кілька професій та місць роботи та написав книгу віршів «Земля без нас», що стала дебютною (опубл. 1947). Інша його збірка «Радість» у тому ж 1947 отримала премію Адонаїс. В 1951 році книга вибраних віршів Єрро вийшла французькою мовою. Жив у Мадриді, працював у видавництвах, редагував літературний журнал. Єрро ніколи не працював удома — писав лише у кав'ярнях.
У 2000 році пережив інфаркт, що ускладнився емфіземою легень: він був затятим курцем.
Помер 21 грудня 2002 року в Мадриді.

## Творчість
Єрро неодноразово виступав у пресі разом із представниками соціальної поезії (Блас де Отеро, Габріель Селая), але ніколи був ангажованим автором: його поезія — це поезія екзистенційного свідчення. Його збірки «Книга галюцинацій» (1964) і «Нью-Йоркський зошит» (1998) зараховують до найкращих зразків іспанської лірики XX ст.
Поезія Єрро має низку ознак, які роблять його типовим представником модернізму. Це насамперед поліфонія ліричного суб'єкта і пов'язане з нею розмаїття нараторських точок зору, а також діалогічна структура віршів, що є своєрідною поетичною маскою з використанням ролей і сюжетів з історії європейської культури. Єрро створює поліфонію ліричних героїв за допомогою густої інтертекстуальної мережі, яка пронизує всю його поезію і робить значний внесок у формування її як цілісного твору.

## Твори
- Tierra sin nosotros (1947)
- Alegría (1947, Premio Adonáis)
- Con las piedras, con el viento (1950)
- Quinta del 42 (1952)
- Estatuas yacentes (1955)
- Cuanto sé de mí (1957, Premio de la Crítica).
- Libro de las alucinaciones (1964, Premio de la Crítica)
- Problemas del análisis del lenguaje moral (1970)
- Quince días de vacaciones (1984, проза)
- Reflexiones sobre mi poesía (1984, есе)
- Agenda (1991)
- Emblemas neurorradiológicos (1995)
- Sonetos (1995, перевид. 1999)
- Cuaderno de Nueva York (1998, Premio Nacional de Literatura).
- Guardados en la sombra (2002)

## Визнання
Літературна премія принца Астурійського (1981). Премія королеви Софії з ібероамериканської поезії (1995). Премія «Мігель де Сервантес» (1998). Європейська літературна премія Арістейон (1999) та інші нагороди. Почесний доктор Міжнародного університету Менендеса Пелайо (1995), Туринського університету (2000). Член Іспанської Королівської Академії (1999).
Пам'ятники письменнику стоять у Сантандері, р. Сан-Себастіан-де-лос-Реєс і Кабесон-де-ла-Саль. Народний університет Мадрида носить ім'я Хосе Єрро, університетом засновано Національну поетичну премію імені поета.